# Tom Weilandt
Tom Weilandt (* 27. April 1992 in Rostock, nach seinem Vater auch „Hille“ genannt) ist ein ehemaliger deutscher Fußballspieler, der als beidfüßiger Offensivspieler insbesondere im Mittelfeld, aber auch als Stürmer eingesetzt wurde. Seine Laufbahn begann der zweifache Jugendnationalspieler des DFB bei Hansa Rostock in der 3. Liga sowie in der 2. Bundesliga. Später lief Weilandt in der Zweitklassigkeit für die SpVgg Greuther Fürth sowie sowohl in der 2. Bundesliga als auch in der Bundesliga für den VfL Bochum auf; zwischenzeitlich war er an Holstein Kiel in der 2. Bundesliga verliehen. Zuletzte spielte er beim Regionalligisten Greifswalder FC.

## Karriere

### Jugend in Rostock
Als Sohn des Fußballprofis Hilmar Weilandt in Rostock geboren durchlief der Mittelfeldspieler Tom Weilandt zunächst die Jugendabteilungen der lokalen Vereine SV Warnemünde und LSG Elmenhorst. 2003 wechselte Weilandt noch als D-Jugendlicher in die Jugendabteilung von Hansa Rostock und trat damit in die Fußstapfen seines Vaters, der von 1980 bis 2002 für den Verein unter anderem in der Bundesliga gespielt hatte.
Für Rostock spielte Weilandt ab 2007 in der im selben Jahr gegründeten U-17-Bundesliga, in welcher er in der Premieren-Spielzeit 2007/08 zwei Tore in insgesamt 20 Einsätzen erzielte und so zum in dieser Saison erreichten fünften Rang der Abschlusstabelle beitrug. In der Folgesaison 2008/09 lief Weilandt noch 23-fach für Hansa in der U-17-Bundesliga auf, wobei er mit sechs Toren zum nun erzielten vierten Platz beitrug. Durch seine Leistungen für Rostocks U-17 hatte sich Weilandt aber auch für den nächsthöheren Jahrgang der Hanseaten empfehlen können, für die er noch in der Spielzeit 2008/09 der A-Junioren-Bundesliga drei Einsätze absolvierte.
Nachfolgend gehörte Weilandt auch altergemäß der von Michael Hartmann betreuten U-19 an, in welcher er 2009/10 auch den Deutschen Fußball-Bund auf sich aufmerksam machte, für dessen U-18-Auswahl er im Dezember 2009 unter Trainer Marco Pezzaiuoli zweifach per Einwechslung zum Einsatz kam. Mit 26 absolvierten Einsätzen in der U-19-Bundesliga gehörte Weilandt dabei zu den Leistungsträgern der Rostocker Mannschaft, die in dieser Spielzeit erstmals die Meisterschaft ihrer Bundesliga-Staffel erreichte und sich somit zur Endrunde um die Deutsche Jugendmeisterschaft qualifizierte. In dieser bestritt Weilandt sowohl die Halbfinals gegen den 1. FSV Mainz 05 als auch das Finale gegen Bayer 04 Leverkusen, in welchem Hansa durch einen 1:0-Sieg erstmals deutscher A-Jugend-Meister wurde.

### Anfänge bei Hansa
2010/11 spielte Weilandt, der in dieser Zeit die Christophorusschule Rostock besuchte, zunächst weiterhin für Hansas A-Jugend in der U-19-Bundesliga unter Trainer Roland Kroos. Unter Trainer Peter Vollmann rückte Weilandt in die Lizenzmannschaft der Saison 2011/12 auf. Nachdem Hansa den Wiederaufstieg in die 2. Bundesliga vorzeitig erreicht hatte, bestritt Weilandt noch am letzten Drittliga-Spieltag gegen den SV Wehen Wiesbaden seinen ersten Einsatz im Profifußball. Danach lief er nochmals für die A-Jugend auf, die das Finale des DFB-Junioren-Vereinspokals 2010/11 erreicht hatte – dort unterlag die Mannschaft allerdings dem SC Freiburg im Elfmeterschießen.
Zur Zweitliga-Spielzeit 2011/12 unterschrieb Weilandt seinen ersten Profi-Vertrag beim F.C. Hansa, der zunächst auf zwei Jahre ausgelegt war. Er etablierte sich während der Hinrunde als Teil der Rostocker Zweitligamannschaft. Am 15. Spieltag, im Spiel gegen St. Pauli, wurde Weilandt schon nach wenigen Minuten aufgrund einer Tätlichkeit vom Platz gestellt und für die folgenden drei Spiele gesperrt. Im Spiel gegen Düsseldorf, Anfang April 2012, gelang ihm sein erstes Tor im Profibereich. Letztlich stieg Hansa zum Saisonende erneut in die 3. Liga ab, woraufhin die gleichzeitig in die Bundesliga aufsteigende SpVgg Greuther Fürth Weilandt zu verpflichten versuchte. Da sich die Vereine nicht auf eine Ablösezahlung einigen konnten, kam der Wechsel zunächst nicht zustande.
In der Spielzeit 2012/13 gelang es Weilandt, sich zunächst unter Wolfgang Wolf und ab dem neunten Spieltag unter dessen Nachfolger Marc Fascher in Hansas Stammformation zu spielen, so dass er zu insgesamt 34 Einsätzen kam und dabei sieben Tore erzielte. Statt um den angestrebten Wiederaufstieg spielte Hansa aber gegen den Abstieg in die Viertklassigkeit, der erst am vorletzten Spieltag abgewendet wurde. Seinen auslaufenden Vertrag mit Hansa verlängerte Weilandt, der auch vom MSV Duisburg und dem Karlsruher SC umworben wurde, daraufhin nicht.

### Profi in der 2. Bundesliga
Im Juni 2013 verpflichtete die erst kurz zuvor aus der Bundesliga in die 2. Bundesliga abgestiegene SpVgg Greuther Fürth Tom Weilandt, welcher einen Vertrag über drei Jahre mit der SpVgg abschloss. Sein Ligadebüt für Fürth krönte er am 21. Juli 2013 (1. Spieltag) beim 2:0-Sieg im Heimspiel gegen Arminia Bielefeld sogleich mit dem ersten Tor, dem Treffer zum zwischenzeitlichen 1:0 in der 3. Minute. Nach Ablauf des Vertrages verließ Weilandt den Verein zum Ende der Saison 2015/16.
Zur Saison 2016/17 schloss sich Weilandt dem VfL Bochum an. Er unterschrieb einen Vertrag über zwei Jahre.
Zur Saison 2017/18 schloss sich Weilandt Holstein Kiel an. Der 25-Jährige wurde bis zum Saisonende an die Kieler ausgeliehen.

### Rückkehr nach Mecklenburg-Vorpommern
Nach insgesamt neun Jahren kehrte Weilandt im Sommer 2022 nach Mecklenburg-Vorpommern zurück und schloss sich mit einem für drei Jahre ausgelegtem Engagement dem Regionalligisten und Aufsteiger Greifswalder FC an. Letztmals kam er für das Team im Dezember 2023 zum Einsatz.
Im Dezember 2024 machte Weilandt seine im Dezember 2023 diagnostizierte Leukämieerkrankung bekannt. Nach Operation und mehreren Chemotherapien befand sich seine Thrombozytenkonzentration Ende 2024 wieder im Normbereich. Ende April 2025 veröffentlichte Weilandt in seiner Instagram-Story, dass der "Krebs [...] leider wieder zurück" sei. Mehrere ehemalige Vereine, für die er im Verlaufe seine Karriere gespielt hat, starteten daraufhin Aktionen unter ihren Fans und Mitgliedern zur Typisierung als potenzielle Stammzellspender.

## Erfolge
F.C. Hansa Rostock
- Deutscher A-Junioren-Meister: 2010

VfL Bochum
- Meister der 2. Bundesliga und Aufstieg in die Bundesliga: 2021 (ohne Einsatz)